# Fraueneishockey-Endrunde 1987/88
Die Fraueneishockey-Endrunde der Saison 1987/88 war in Deutschland die 5. Endrunde der Frauen, in der der Deutsche Meistertitel vergeben wurde, und zugleich die letzte vor der Einführung der Fraueneishockey-Bundesliga zur Saison 1988/89. Zum zweiten Mal seit Einführung der Endrunde zur Saison 1983/84 hieß der Deutsche Meister nicht EHC Eisbären Düsseldorf, die zwar wie im Vorjahr das Finale erreichten, aber diesmal der Mannschaft des Mannheimer ERC unterlagen.

## Qualifikation zur Endrunde

### Nordrhein-Westfalen

#### NRW-Liga
| Pl. | Team                    | Sp. | S  | U | N | Tore  | Pkt. |
| --- | ----------------------- | --- | -- | - | - | ----- | ---- |
| 1.  | EHC Eisbären Düsseldorf | 14  | 14 | 0 | 0 | 160:6 | 28   |
| 2.  | EC Bergkamen            | 14  |    |   |   | 83:3  | 23   |
| 3.  | Berliner SC             | 14  |    |   |   | 40:52 | 15   |
| 4.  | EDM Köln                | 14  |    |   |   | 45:47 | 13   |
| 5.  | EHC Unna                | 14  |    |   |   | 49:92 | 11   |
| 6.  | ERC Dortmund            | 14  |    |   |   | 38:64 | 8    |
| 7.  | Grefrather EC           | 14  |    |   |   | 29:80 | 8    |
| 8.  | DEC Eishasen Berlin     | 14  |    |   |   | 35:81 | 6    |

#### Auf- und Abstiegsrunde
| Pl. | Team                | Sp. | S | U | N | Tore  | Pkt. |
| --- | ------------------- | --- | - | - | - | ----- | ---- |
| 1.  | DEC Eishasen Berlin | 6   | 6 | 0 | 0 | 40:4  | 12   |
| 2.  | Grefrather EC       | 6   |   |   |   | 18:9  | 7    |
| 3.  | SC Solingen         | 6   |   |   |   | 10:36 | 4    |
| 4.  | GSC Moers           | 6   | 0 | 1 | 0 | 6:25  | 1    |

#### Landesliga NRW
| Platz | Mannschaft  | Spiele | Siege | Unent. | Niederl. | Tore  | Punkte |
| 1.    | SC Solingen | 8      | 7     | 1      | 0        | 55:19 | 15     |
| 2.    | EF Netphen  | 8      |       |        |          | 33:14 | 10     |
| 3.    | Hennefer EC | 8      |       |        |          | 26:25 | 8      |
| 4.    | Herner EV   | 8      |       |        |          | 20:19 | 7      |
| 5.    | ESC Dorsten | 8      | 0     | 0      | 8        | 12:47 | 0      |

| Platz | Mannschaft                 | Spiele | Siege | Unent. | Niederl. | Tore  | Punkte |
| 1.    | GSC Moers                  | 8      | 8     | 0      | 0        | 53:2  | 16     |
| 2.    | SC Neuss                   | 8      |       |        |          | 34:17 | 12     |
| 3.    | EHC Eisbären Düsseldorf 1b | 8      |       |        |          | 21:31 | 8      |
| 4.    | DEC Hamburg                | 8      |       |        |          | 16:39 | 2      |
| 5.    | SV Brackwede               | 8      |       |        |          | 12:47 | 2      |

### Baden-Württemberg

#### Baden-Württemberg-Liga
| Pl. | Team           | Sp. | S | U | N | Tore  | Pkt. |
| --- | -------------- | --- | - | - | - | ----- | ---- |
| 1.  | Mannheimer ERC | 6   |   |   |   | 50:3  | 10   |
| 2.  | ESG Esslingen  | 6   |   |   |   | 85:7  | 10   |
| 3.  | EHC Freiburg   | 6   |   |   |   | 16:72 | 4    |
| 4.  | EC Stuttgart   | 6   | 0 | 0 | 6 | 11:80 | 0    |

#### Qualifikation für die Endrunde
| Pl. | Team           | Sp. | S | U | N | Tore   | Pkt. |
| --- | -------------- | --- | - | - | - | ------ | ---- |
| 1.  | Mannheimer ERC | 12  |   |   |   | 53:3   | 16   |
| 2.  | ESG Esslingen  | 12  |   |   |   | 83:10  | 12   |
| 3.  | SGE Frankfurt  | 12  |   |   |   | 55:18  | 8    |
| 4.  | EHC Freiburg   | 12  |   |   |   | 19:81  | 4    |
| 5.  | EC Stuttgart   | 12  |   |   |   | 13:111 | 0    |

### Bayern

#### Erste Runde
| Pl. | Team            | Sp. | S | U | N | Tore   | Pkt. |
| --- | --------------- | --- | - | - | - | ------ | ---- |
| 1.  | EV Füssen       | 10  |   |   |   | 110:10 | 17   |
| 2.  | ESV Kaufbeuren  | 10  |   |   |   | 88:17  | 16   |
| 3.  | ERC Sonthofen   | 10  |   |   |   | 71:20  | 15   |
| 4.  | TuS Geretsried  | 10  |   |   |   | 27:54  | 7    |
| 5.  | SV Kempten      | 10  |   |   |   | 6:106  | 3    |
| 6.  | DEC Königsbrunn | 10  |   |   |   | 6:101  | 2    |

#### Finalrunde
| Pl. | Team           | Sp. | S | U | N | Tore  | Pkt. |
| --- | -------------- | --- | - | - | - | ----- | ---- |
| 1.  | EV Füssen      | 4   | 4 | 0 | 0 | 16:4  | 8    |
| 2.  | ESV Kaufbeuren | 4   | 2 | 0 | 2 | 10:12 | 4    |
| 3.  | ERC Sonthofen  | 4   | 0 | 0 | 4 | 7:17  | 0    |

## Endrunde
Die Ligadurchführung erfolgte durch den Deutschen Eishockey-Bund. Die Spiele fanden in Füssen statt.

### Teilnehmer
| aus der NRW-Liga        | aus der BW-Liga | aus der Bayernliga |
| ----------------------- | --------------- | ------------------ |
| EHC Eisbären Düsseldorf | ESG Esslingen   | EV Füssen          |
| EC Bergkamen            | Mannheimer ERC  | ESV Kaufbeuren     |

| Gruppe A | Gruppe A       | Gruppe A | Gruppe A | Gruppe A | Gruppe A | Gruppe A | Gruppe A |
| -------- | -------------- | -------- | -------- | -------- | -------- | -------- | -------- |
| Platz    | Mannschaft     | Spiele   | Siege    | Unent.   | Niederl. | Tore     | Punkte   |
| 1.       | Mannheimer ERC | 2        | 2        | 0        | 0        | 12:1     | 4:0      |
| 2.       | EC Bergkamen   | 2        | 1        | 0        | 1        | 3:7      | 2:2      |
| 3.       | ESV Kaufbeuren | 2        | 0        | 0        | 2        | 3:10     | 0:4      |

| Gruppe B | Gruppe B                | Gruppe B | Gruppe B | Gruppe B | Gruppe B | Gruppe B | Gruppe B |
| -------- | ----------------------- | -------- | -------- | -------- | -------- | -------- | -------- |
| Platz    | Mannschaft              | Spiele   | Siege    | Unent.   | Niederl. | Tore     | Punkte   |
| 1.       | EHC Eisbären Düsseldorf | 2        | 2        | 0        | 0        | 12:2     | 4:0      |
| 2.       | ESG Esslingen           | 2        | 0        | 1        | 1        | 3:6      | 1:3      |
| 3.       | EV Füssen               | 2        | 0        | 1        | 1        | 3:9      | 1:3      |

### Play-offs
Spiel um Platz 5
|  | ESV Kaufbeuren | 0:8 | EV Füssen |  |

Halbfinale
|  | Mannheimer ERC | 2:0 | ESG Esslingen |  |

|  | EHC Eisbären Düsseldorf | 3:1 | EC Bergkamener Bären |  |

Spiel um Platz 3
|  | ESG Esslingen | 4:1 | EC Bergkamener Bären |  |

Finale
|  | Mannheimer ERC | 3:2 | EHC Eisbären Düsseldorf |  |

Damit wurde der Mannheimer ERC erstmals in seiner Geschichte deutscher Meister der Frauen.